# Francis Ekka
Francis Ekka (* 25. Mai 1909 in Ginabahar, Britisch-Indien; † 15. März 1984 in Raigarh) war ein indischer Geistlicher und römisch-katholischer Bischof von Raigarh.

## Leben
Francis Ekka empfing am 14. November 1937 das Sakrament der Priesterweihe.
Am 29. November 1967 ernannte ihn Papst Paul VI. zum Bischof von Jalpaiguri. Der Erzbischof von Ranchi, Pius Kerketta SJ, spendete ihm am 30. März 1968 in der Prokathedrale Our Lady of the Rosary in Kunkuri die Bischofsweihe; Mitkonsekratoren waren der Bischof von Raigarh-Ambikapur, Stanislaus Tigga, und der Bischof von Dumka, Leo Tigga SJ.
Papst Paul VI. bestellte ihn am 24. April 1971 zum Bischof von Raigarh-Ambikapur (später: Raigarh).